# Walter Kindl
Walter Kindl (* 24. November 1943 in Lovrin, Königreich Rumänien) ist ein deutscher Dirigent, Organist, Musikwissenschaftler und Domkapellmeister.

## Leben und Wirken
Nach der Grundschule in Comloșu Mare (1950–1954) besuchte er das Gymnasium in Teremia Mare (1954–1957) und dann das theoretische Lyzeum in Lippova (1957–1961), wo er das Abitur 1961 ablegte.
Anschließend studierte er am Konservatorium „Gh. Dima“ in Cluj-Napoca (1961–1966) Pädagogik, Dirigieren und Komposition.
Kindl arbeitete von 1966 bis 1987 als Musikpädagoge in Jimbolia.
Seit 1970 widmete er seine Freizeit dem Erhalt der historischen Banater Kirchenorgeln.
1988 wurde er Domkapellmeister der Diözese Timișoara.
Nach der Rumänischen Revolution 1989 wurde er an der Universität Leipzig 1992 zum Doktor der Musikwissenschaften promoviert. Ferner ergänzte er sein Musikstudium in Tübingen (1995), Italien (Arona 1996 und 1999) und Schweden (Göteborg 1994 und 1998).
1993 wurde er als Dozent an die Musikfakultät der West-Universität Temeswar berufen und zum Professor ernannt. 2008 übernahm er das Amt des Dekans der Musikfakultät.

## Buchveröffentlichungen
- Maria Radna. Wallfahrtskirche und ehem. Franziskanerkloster, Verlag Schnell und Stein, Regensburg 2015, ISBN 978-3-7954-7031-9.
- Zur Geschichte des Orgelbaus im Banat. Dissertation, Universität Leipzig 1992
- Orgel-Wörterbuch (Mitherausgeber), Verlag CEOS, Belgien
- Die Orgel (Mitherausgeber), Verlag Bärenreiter 2001
- Banater Orgeln – Historische Eckpunkte, Verlag Pardon, Timișoara 2007
- Vade mecum, musica! Illustrierte Geschichte der Universalmusik, Vol. I, Verlag der West-Universität Timișoara 2007
- Die Temeswarer Firma Wegenstein als bedeutendste Orgelbauwerkstatt Rumäniens, Timișoara[2]

## Lehrbücher und Kurssammlungen
- Sammlung von Arien und vorklassischen Duetten, Verlag West-Universität Timișoara 1996
- Polyphonisches Schreiben, Verlag West-Universität Timișoara 1997
- Die Orgel – Technische Bauweisen, Verlag West-Universität Timișoara 1999
- Musik des 20. Jahrhunderts, Verlag West-Universität Timișoara 2000
- Geschichte der Universalmusik, Verlag West-Universität Timișoara 2002[2]

## Sonstiges
Kundl veröffentlichte Artikel, Studien und wissenschaftliche Traktate in Zeitungen, Zeitschriften und Enzyklopädien in Rumänien und im Ausland. Er nahm an zahlreichen Kongressen und Musiksymposien teil. Kindl ist Gründungsmitglied der Bachgesellschaft in Rumänien. Er ist ebenso der Autor einiger Volks- und Kirchenlieder.
Kindl war Arrangeur und Orchesterleiter einiger Partituren von Giovanni Battista Pergolesi (Stabat mater), Charles François Gounod (Misa nr.7 in C-Dur), Emanuele d’Astorga (Stabat Mater). Er hat viele historische Orgeln im Banat renoviert sowie die Orgel von Schloss Peleș und Sinaia.

## Ehrung
- Apostolischer Segen 2009 „Pro Cultura Timisiensis“